# 豊橋小2女児誘拐殺人事件
豊橋小2女児誘拐殺人事件（とよはししょうにじょじゆうかいさつじんじけん）とは1989年10月11日に愛知県豊橋市で発生した身代金誘拐殺人事件である。

## 事件の概要
1989年10月11日16時頃、豊橋市西山町で当時8歳の小学生女児が行方不明となる。
同日18時過ぎ、女児の家に三河訛りの男の声で身代金1000万円を要求する電話があり、父親が110番通報。19時15分、愛知県警はNTT豊橋支店へ女児宅に掛かる電話の逆探知を依頼する。また、この後も数回電話があり、女児が出たこともあった。
21時1分、犯人は身代金の金額を500万円に半減する電話を掛けてきた。
21時30分に愛知県警が対策本部を設置。
21時44分、電話の逆探知に初めて成功する。その後も22時30分までの間に4回逆探知に成功。犯人は女児を連れて西幸町、中柴町、向山大池町、大池公園と豊橋市内を転々としながら公衆電話より掛けていると分かった。またこの時間帯に捜査車両は、ライトを消して走行するナンバー「21-22」の不審な乗用車を確認している。
犯人はこの日、22時39分までに合計12回の電話を掛けてくるが、ここから約8時間連絡が途絶えた。
翌10月12日0時15分、愛知県警は報道仮協定の締結を申し入れる。
犯人は朝「現金を持参して二川駅から電車で浜松まで行き、駅前の喫茶店で待て」と父親を浜松市に向かわせ、「11時43分浜松発豊橋行東海道線の最後尾左側に乗り、ピンクの傘が見えたら金を落とせ」と指示を出す。
直後の11時46分、警戒中の警察官が、浜松市篠原町（現在の浜松市中央区篠原町）にて狭い踏切を無理やり通過した男が1人で乗車する不審車両（クレスタ・スーパールーセント白色「豊橋55 す21-22」）を発見し、追跡。しかし振り切られ、静岡県警・愛知県警は緊急配備。ヘリコプターも出動し、陸空から捜索する。
この後も愛知・静岡両県境付近で手配車両を追いつめる機会が複数回あったものの、犯人は車ごと捜査車両に体当たりし、狭路でも車体をこすりつけながら猛スピードで逃走を繰り返したため逃げられてしまう。
14時40分、静岡県湖西市白須賀の山中にて、静岡県警の警察官が脱輪状態で放置されている手配車両を発見し、近くにいた男に任意同行を求める。男は新居警察署に移送され事情聴取が始まるが、「Kと言う共犯者が赤いパルサーに女児を乗せ、立ち去った」と供述した。 
この日の23時までに、捜査本部は身代金目的誘拐容疑で逮捕状と男の自宅や車の差押令状を簡裁に請求し、強制捜査を開始した。
10月13日未明に男の自宅や経営していた店に家宅捜索が入り、男を身代金目的誘拐容疑で逮捕するとともに朝から女児の捜索を始める。午後、山中に埋められていた女児が遺体で発見された。
女児は誘拐された直後に車のトランクに入れられ衰弱していたところを男に殴打され、生き埋めにされたのが死因であった。

## 犯人について
犯人は豊橋市磯辺下地町において喫茶店を経営していた同市西松山町在住の男（当時27歳）である。
愛知県内の水産高校を卒業後、大阪府の専門学校で調理師免許取得。専門学校卒業後に結婚し、子供を得るも離婚する。
商社・レストラン勤務などを経て、1987年7月に母親からの援助で喫茶店「ポテトボーイ」を開業。同時期に再婚し、自宅を新築。妻、妻の連れ子、生まれたばかりの実子と4人で暮らしており、子供の運動会に参加して大きな声で自己紹介するなど子煩悩な顔を見せていたという。
また、高校時代からハードロックバンド「エレクトリック・サベージ」でベースギターを担当し仲間からの信頼が厚かった半面、金にルーズな面も見られた。
店の家賃14万円は遅れがちで母親が立て替えて支払ったこともあり、アルバイトの給与・業者への支払いまで滞っているにもかかわらず2店舗目のピラフハウス「こめ吉クン」を開業させたり、新車クレスタを購入したりするなど青年実業家気取りで見栄を張る性格だった。

住宅ローンを始め友人や知人、サラ金からも合わせた借金の総額は2430万円に及んでおり、サラ金への返済期限が迫っていたが金の工面が出来ず、身代金目的誘拐で金を得て返済しようと企てたことが犯行の動機であった。

## 判決
1994年9月、名古屋地裁豊橋支部で無期懲役の判決となった。